# Syndrome de Camurati-Engelmann
 (août 2019).
Si vous disposez d'ouvrages ou d'articles de référence ou si vous connaissez des sites web de qualité traitant du thème abordé ici, merci de compléter l'article en donnant les références utiles à sa vérifiabilité et en les liant à la section « Notes et références ».
Le syndrome de Camurati-Engelmann est une formation excessive d'os impliquant le crâne et les os longs s'accompagnant de douleurs importantes et de faiblesse musculaire.

Des modifications de la face comme des bosses frontales, une augmentation de volume de la mâchoire et une paralysie faciale peuvent se voir tard et dans les formes sévères.

La variabilité de cette maladie est grande même dans la même fratrie.

La taille et l'intelligence sont normales.
Le diagnostic se fait sur les signes cliniques et radiologiques. La biopsie osseuse et musculaire n'est pas spécifique. Une mutation du gène TGFB1 est retrouvée dans plus de 90 % des cas par séquençage.

## Sources
- (en) Online Mendelian Inheritance in Man, OMIM (TM). Johns Hopkins University, Baltimore, MD. MIM Number: 131300
- (en) Stephanie E Wallace, William R Wilcox, Camurati-Engelmann Disease in GeneTests: Medical Genetics Information Resource (database online). Copyright, University of Washington, Seattle. 1993-2005